# 아서 콘버그
아서 콘버그(영어: Arthur Kornberg, FRS, 1918년 3월 3일 ~ 2007년 10월 26일)는 미국의 분자생물학자이다. 1959년에 DNA와 RNA의 생물학적 합성 기작에 대한 연구로 세베로 오초아와 함께 노벨 생리학·의학상을 수상했다.

## 수상 경력
- 1951년 : 폴루이스 효소화학상 (Paul-Lewis Award in Enzyme Chemistry)
- 1959년 : 노벨 생리학·의학상
- 1979년 : 미국 국가 과학상
- 1995년 : 가드너 국제상

## 회원
- 왕립학회 외국인 회원[1]

## 서적
- For the Love of Enzymes: The Odyssey of a Biochemist. Harvard University Press, Cambridge, MA, 1989, ISBN 0-674-30776-3
- The Golden Helix: Inside Biotech Ventures. University Science Books, 2002, ISBN 1-891389-19-X
- Enzymatic Synthesis of DNA, John Wiley & Sons, 1961
- DNA Synthesis, W. H. Freeman and Co., San Francisco, 1974 ISBN 0-7167-0586-9
- DNA Replication, W. H. Freeman and Co., San Francisco, 1980 ISBN 0-7167-1102-8
- DNA Replication (2nd Edition) with Tania A. Baker., W. H. Freeman and Co., New York, 1992 ISBN 0-7167-2003-5